# Dusza światowa
Dusza światowa – wywiad rzeka z Dorotą Masłowską przeprowadzony przez Agnieszkę Drotkiewicz wydany w formie książkowej w 2013 w Krakowie przez Wydawnictwo Literackie.
W książce Masłowska opowiada o swojej młodości w Wejherowie, życiu w Warszawie, pasjach, twórczości, sztuce, kwestiach obyczajowo-społecznych.
Tytuł został zaczerpnięty z dramatu „Mewa” Antona Czechowa. Według Masłowskiej oznacza „pewien metafizyczny związek człowieka z innymi (potencjalnie wszystkimi) ludźmi na planecie. Związek ten, jeśli go odczujemy i doświadczymy, sprawia, że czujemy się częścią większej całości, a przez to żyjemy pełniej i lepiej”.